# William Pynchon
William Pynchon, född 1590, död 1662, var en engelsk kolonisatör, handelsman och teolog.
Pynchon emigrerade från Springfield, Essex och var en av grundarna av Massachusetts Bay-kolonin. Han grundade Roxbury, Massachusetts och år 1636 staden Springfield. Han är också känd för skriften The Merotorious Price of Our Redemption 1650, den första boken som blev förbjuden i nya världen.
Han är förfader till den amerikanske författaren Thomas Pynchon.